# Preželj
Preželj je priimek več znanih Slovencev:
- Cveto Preželj (*1947), pesnik
- Janez Preželj (*1948), zdravnik inetrnist, endokrinolog, prof. MF
- Jože Preželj (1921 - ?) elektrotehnik (Iskra & Zavod za avtomatizacijo)
- Petra Preželj (*1975), ilustratorka, slikarka, grafična oblikovalka
- Vinko Preželj (1907 - 1987), rudarski strokovnjak